# 't Schaartven
 't Schaartven is een voormalige recreatieplas en natuurbad gelegen nabij Overloon in de Nederlandse provincie Noord-Brabant.
't Schaartven is een zandwinningsplas van 7 hectare, in de jaren 70 van de 20e eeuw ontstaan. Het terrein van 23 ha werd vervolgens door de toenmalige gemeente Vierlingsbeek beplant en ingericht als recreatieplas. Hiervoor was er op deze plek een gelijknamige buurtschap met enkele boerderijen met akkerbouwactiviteiten. In 1995 werd het terrein geprivatiseerd. Er is een strand, een zwemvijver en een visvijver. Om 't Schaartven ligt een wandelpad. Bij de parkeerplaats staat een kiosk. 't Schaartven kwam weer in bezit van de gemeente en die verkocht het in 2019 aan een particulier. Deze sloot de recreatieplas af voor het publiek.